# Cereus fernambucensis
Cereus fernambucensis ist eine Pflanzenart in der Gattung Cereus aus der Familie der Kakteengewächse (Cactaceae). Das Artepitheton fernambucensis ist eine Falschschreibung des Namens des brasilianischen Bundesstaates Pernambuco.

## Beschreibung
Cereus fernambucensis wächst strauchig, ist reich verzweigt und bildet dichte Klumpen von bis zu 5 Meter Durchmesser. Die zylindrischen, segmentierten, bleichgrünen Triebe, die häufig nahezu weiß erscheinen, weisen Durchmesser von 6 bis 10 Zentimeter auf. Es sind drei bis fünf, dicke, scharfkantige Rippen vorhanden, die etwas gewellt sind. Die darauf befindlichen großen Areolen sind anfangs bräunlich und werden später weißlich. Die vier bis zehn nadeligen Dornen sind gelblich braun bis leuchtend gelb. Sie weisen eine Länge von bis zu 5 Zentimeter auf.
Die weißen Blüten sind bis zu 20 Zentimeter lang. Die 6 bis 7 Zentimeter langen, schmal länglichen Früchte sind purpurrot. Sie enthalten ein weißes Fruchtfleisch.

## Verbreitung, Systematik und Gefährdung
Cereus fernambucensis ist im Nordosten Brasiliens entlang der Küste verbreitet.
Die Erstbeschreibung wurde 1839 von Charles Lemaire veröffentlicht.
Es werden folgende Unterarten unterschieden:
- Cereus fernambucensis subsp. fernambucensis
- Cereus fernambucensis subsp. sericifer (F.Ritter) N.P.Taylor & Zappi

In der Roten Liste gefährdeter Arten der IUCN wird die Art als „Least Concern (LC)“, d. h. als nicht gefährdet geführt. Die Unterarten wurden nicht separat erfasst.

## Nachweise